# كارول هيوز (كاتبة)
كارول هيوز (بالإنجليزية: Carol Hughes)‏ هي كاتبة للأطفال وكاتِبة أمريكية، ولدت في 14 فبراير 1961.